# Вошингтон Милс (Њујорк)
Вошингтон Милс (енгл. Washington Mills) насељено је место без административног статуса у америчкој савезној држави Њујорк.

## Демографија
По попису из 2010. године број становника је 1.183.
| Група             | 2000.    | 2010.         |
| Белци             | 0 (0,0%) | 1.069 (90,4%) |
| Афроамериканци    | 0 (0,0%) | 26 (2,2%)     |
| Азијати           | 0 (0,0%) | 21 (1,8%)     |
| Хиспаноамериканци | 0 (0,0%) | 35 (3,0%)     |
| Укупно            | 0        | 1.183         |